# ایگو مالکوف
ایگو مالکوف (روسی: И́горь Алексе́евич Малко́в؛ زادهٔ ۹ فوریهٔ ۱۹۶۵) اسکیت‌باز سرعت اهل شوروی بود.